# Бірманська дорога (Ізраїль)
Дерех Бурма (івр. דרך בורמה) — тимчасова дорога між околицями Рамли й Абу-Ґошем, в обхід блокованої ділянки основної дороги з Тель-Авіва в Єрусалим. Вона була побудована ізраїльськими військами під командуванням Мікі Маркуса в травні-червні 1948 під час Арабо-ізраїльської війни, щоб забезпечити доставку вантажів у блокований арабами Єрусалим. Названа по аналогії з «Бірманською дорогою» в південно-західному Китаї під час Другої світової війни.

## Передісторія

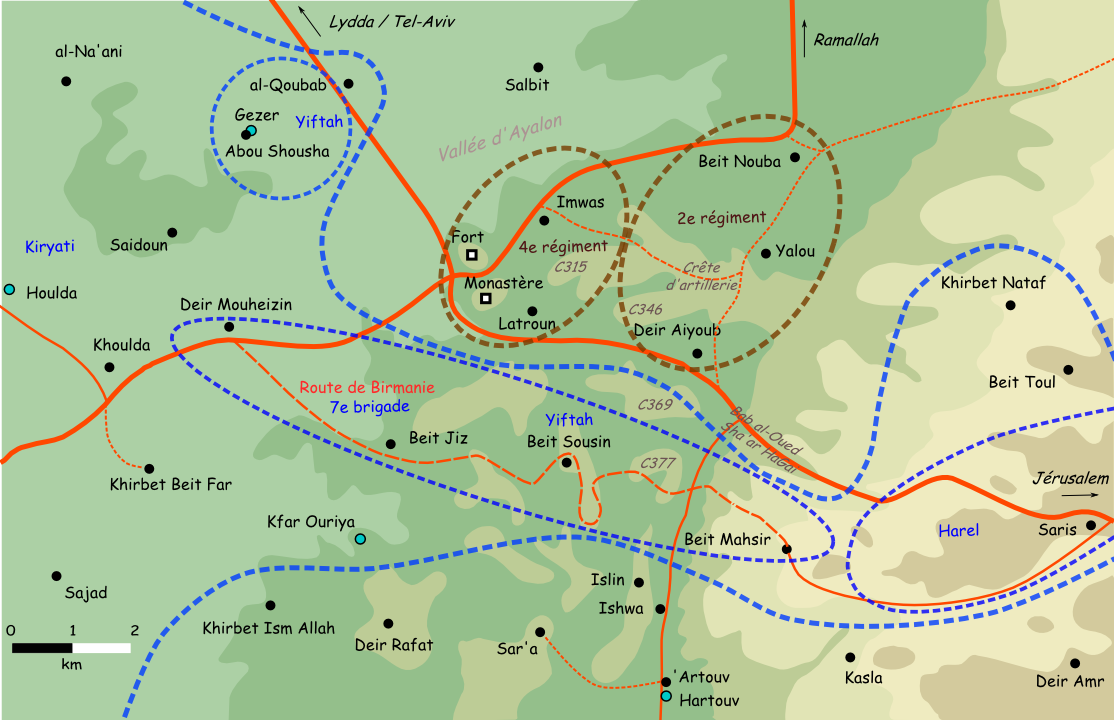
Карта району на 11.06.1948 р.

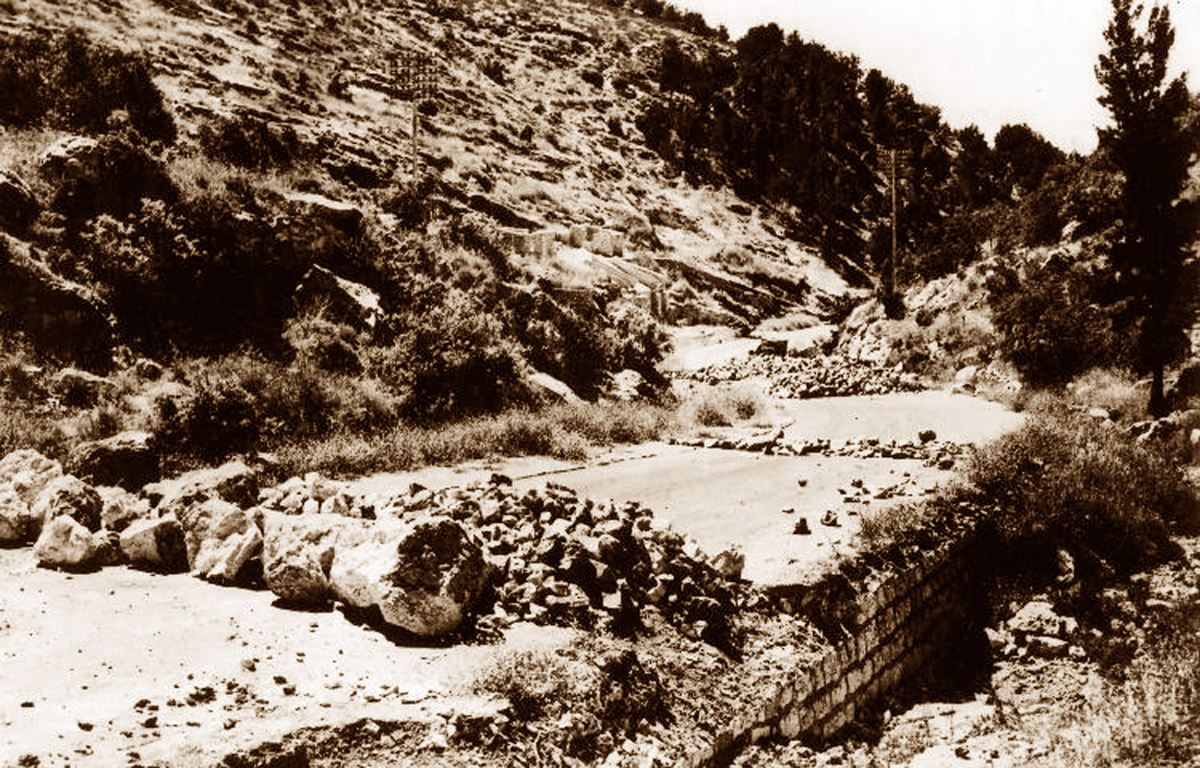
Блокована дорога на Єрусалим, 1948 р.

Під час Арабо-ізраїльської війни 1947—1949 рр. дорога з Тель-Авіва до Єрусалиму стала місцем запеклих боїв між євреями й арабами, які зрештою блокували Єрусалим і перешкоджали доставці в місто вантажів єврейськими конвоями
На першій стадії війни, від прийняття 29 листопада 1947 року ООН рішення про розділ Палестини, і до проголошення держави Ізраїль 14 травня 1948 року, арабські збройні сили, поряд з нападами на конвої на дорозі Тель-Авів—Єрусалим, узяли під свій контроль «Єрусалимський коридор» (частина нинішнього шосе № 1 від розв'язки Шаар ха-Ґай до Кастеля, що проходить серед пануючих над нею висот. Єврейські конвої зазнавали тяжких втрат і часто не могли пробитися до Єрусалиму.
20 квітня 1948 року араби відбили висоти близько розв'язки Шаар ха-Ґай і перекрили дорогу Тель-Авів—Єрусалим.
У результаті операції Нахшон блокаду Єрусалима вдалося перервати, проте арабам вдалося знову перекрити дорогу. Зрештою 10-й бригаді Пальмаха вдалося опанувати цю ділянку, але подальша частина дороги в Єрусалим залишалася під арабським контролем. Ситуація стала ще важче після того, як 14 травня 1948 року британські війська покинули Латрунський монастир і поліцейський форт, що домінували над дорогою на Єрусалим, і передали їх частинам трансйорданського Арабського легіону.
Наступні спроби ізраїльських військ у травні-липні 1948 закріпитися в цьому районі успіху не мали, попри важкі втрати, понесені ізраїльськими військами. Ще майже 20 років, до Шестиденної війни 1967 року, Латрун залишався під арабським контролем.
Таким чином, коли була перерізана головна дорога на Єрусалим, а після проголошення незалежності Ізраїлю 14 травня — і водогін, що доставляв воду в Єрусалим з прибережної рівнини, «обложений Єрусалим був позбавлений усіх джерел постачання. Вода і їстівні припаси видавалися населенню у вкрай обмеженій кількості». Усе це ставило під загрозу збереження єврейської присутності в місті. Невелика кількість постачань, переважно боєприпаси, були доправлені повітряним шляхом, але нестача продовольства, води, палива і ліків ставала дедалі гострішою. Керівництво Ізраїлю побоювалося, що євреї Єрусалиму будуть змушені здатися Арабському легіону, і стало шукати спосіб обійти блокаду.

## Будівництво дороги та прорив блокади Єрусалиму

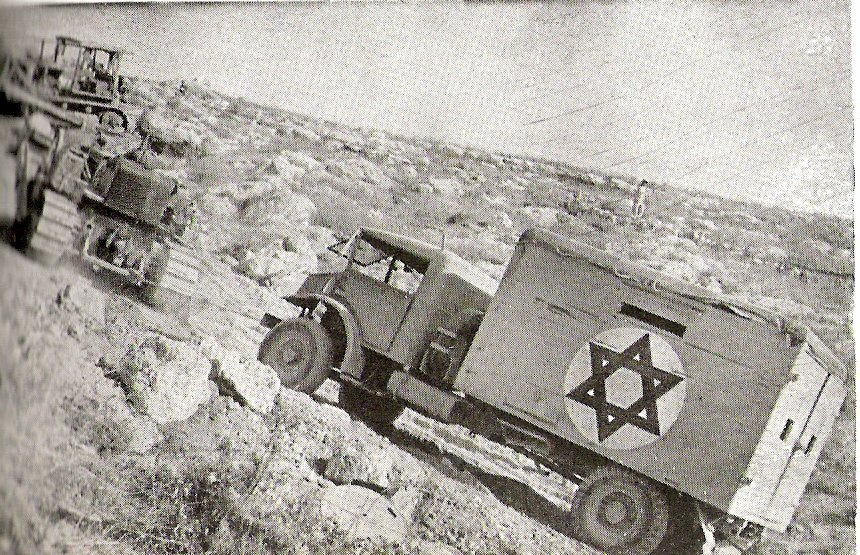

Одним із тих, хто запропонував прокласти обхідну дорогу в кінцевому її варіанті, був Мікі Маркус. Імовірно, ідея назви дороги, пов'язаної з Бірманською дорогою, побудованою між Бірмою і Китаєм союзниками в роки Другої світової війни, також належить йому.
Дорога йшла в обхід Латруну вдалині від ділянки основної дороги з Тель-Авіва до Єрусалиму (сучасне шосе 1), від околиць Рамлі через кібуц Хульда і села Бейт Джиз і Бейт Сусін (поблизу кібуцу Гарель), потім перетинала сучасне шосе 38 південніше розв'язки Шаар ха-Ґай, звідти вона підіймалася до Бейт Махсір (Бейт-Меїр), Сарису (Шореш і Шоева), а згодом переходила — в районі Абу-Ґоша, де знаходилися підрозділи бригади «Гарель» — у стару дорогу на Єрусалим.
Перші пробні конвої були проведені по «Маршруту газелей» у середині травня, але виявилося, що й Арабський легіон теж знайомий із цим шляхом. 16 травня за маршрутом успішно пройшов одиночний броньовик. 18 травня, після того, як кілька командирів Пальмаха (Амос Хорев, Зерубавель Арбель і Бенні Дункельман) перевірили його напередодні, по ньому був посланий конвой, але він був підданий важкому обстрілу польових гармат QF 25 pounder Арабського легіону в тій частині маршруту, яка була видна з Латруну.
Крім того, в руках арабів залишався коридор між Латруном і Бейт Гувріном, що проходив з півночі на південь і контролювався арабами з сіл Бейт Джиз і Бейт Сусін. Ці села вдалося взяти тільки 28 травня, що дозволило з'єднати новостворену 7-у бригаду і бригаду «Гарель», що дислокувалися, відповідно, на захід і на схід від цього коридору. До цього ще декілька груп пройшли пішки всю або частину дороги непоміченими. У ніч на 29 травня група зі 150 бійців пройшла маршрут від Хульди до розв'язки Шаар ха-Ґай, залишившись непоміченою арабами. В архівах Армії оборони Ізраїлю є запис про те, що 29 травня генерал М. Маркус, Шломо Шамір (командир 7-ї бригади) і його офіцери, разом з інженерним персоналом прибули в район дороги для обговорення заходів з організації безпечного проходження моторизованих конвоїв від Хульди до Єрусалиму.
Критичною частиною дороги була ділянка після Бейт Сусін, де її перепади по висоті досягали 12,5 %. Крім того, частина її, видима з Латруну, була зміщена на південні схили. Все це вимагало проведення значних інженерних робіт для того, щоб транспортні засоби змогли пройти по дорозі. Після проведення попередніх робіт, у ніч на 31 травня з Хульди був посланий перший конвой у складі 10 джипів, але він був змушений повернутися після того, як один із джипів перекинувся на ділянці дорозі біля Бейт Сусін.
У ніч на 1 червня, після проведених робіт на дорозі, в сторону розташування бригади «Гарель» вийшов другий конвой. Пасажирам довелося не раз перетягувати вантаж вручну і підштовхувати машини на важких ділянках через вибоїни та кам'яні завали, але зрештою, конвой прибув до Єрусалиму, що відзначило прорив блокади міста.
У наступні дні паралельно з терміновим будівництвом і розширенням дороги були організовані конвої для термінової доставки вантажів до Єрусалиму. Поряд із бійцями та командирами Хагани / Пальмаху, у їх організації та здійсненні брали участь також члени Іргуну і ЛЕХІ.
Залежно від якості дороги, на різних її ділянках використовувалися джипи й віслюки, або носії. Незабаром з'ясувалося, що стає реальним досягнення угоди про припинення вогню, відповідно до умов якого рух товарів і зброї повинен був контролюватися інспекторами ООН, а нові дороги не могли бути побудовані. Тому, було важливо перевезти в Єрусалим максимальну кількість зброї та завершити будівництво дороги до 10 червня 1948 року.
До цього моменту керівництво трансйорданського Легіону зрозуміло, що відбувається, і почало обстрілювати Бейт Сусін та околиці, але гармати стріляли наосліп, оскільки дороги за горою не було видно. Атаки арабських снайперів були успішнішими. У ніч на 6 червня вони вбили одну людину, що працювала на дорозі, і поранили трьох.
8 червня, коли до будівництва приєдналася компанія «Солель Боні» з її технікою, араби посилили вогонь артилерії та снайперів, вбили двох працівників компанії та поранили ще двох. Роботи тривали. 9 червня араби зробили спробу встановити контроль над дорогою й атакували Бейт Сусін. У ході бою ізраїльтяни втратили 8 загиблих і 20 поранених, але відстояли дорогу. До цього моменту по дорозі вже були перевезені тонни харчових продуктів та військові вантажі, але аж до 11 червня близько чотирьох кілометрів дороги все ще вимагали участі носіїв, частина вантажів перевозилася віслюками.
11 червня, у перший день припинення вогню, дорога вперше була пройдена з використанням повністю моторизованого транспорту. Однак, на спішно прокладеній, активно експлуатованій дорозі утворилися вибоїни, і тільки 14 червня, після додаткових робіт, інспектори ООН оголосили про визнання дороги.
Паралельно, за другою ділянкою дороги, були прокладені труби для доставки в Єрусалим води та палива. Цей же маршрут використовувався для контрабанди зброї потай від інспекції ООН.

## Зображення в мистецтві
- Фільм «Cast a Giant Shadow» (1966) про Мікі Маркуса, одна з основних частин якого присвячена будівництву дороги[10].
- Фільм «O' Jerusalem» (2006) зі сценами доставки продовольства та інших вантажів до обложеного Єрусалима[11].
- Дорога згадується у військових мемуарах Гамаля Абделя Насера «Щоденник про війну в Палестині» (2020) (Завантажити [Архівовано 6 листопада 2020 у Wayback Machine.]).